# Gérard Xuriguera
Gérard Xuriguera (Barcellona, 1º agosto 1936) è uno scrittore e critico d'arte francese.
È autore di numerosi libri, articoli e prefazioni sull'arte contemporanea, tra cui più di cento monografie. Ha organizzato un gran numero di mostre e conferenze, curato collezioni d'arte per musei in tutto il mondo e presieduto diverse biennali. Ha ideato e curato più di trenta parchi di sculture. È stato commissario generale dell'Olimpiade delle Arti di Seul nel 1988 e commissario di Madrid Capitale Europea della Cultura nel 1992.

## Biografia
Gérard Xuriguera nacque in Spagna da una famiglia catalana rifugiata in Dordogna all'arrivo del franchismo. È figlio dello scrittore, saggista e uomo politico della seconda Repubblica Spagnola, Ramon Xuriguera, noto per aver scritto numerosi romanzi e saggi, tradotto in catalano opere di Jean Cocteau, Gustave Flaubert, Jean-Paul Sartre e Simone de Beauvoir, e collaborato con riviste e media internazionali. Sua madre, Henriette Guitard, era francese.
A partire dal 1968, Xuriguera lavoro' per 15 anni al Ministero della Gioventù e dello Sport francese come consigliere all'educazione popolare e ha iniziato a organizzare mostre d’arte in musei municipali e centri culturali. Tra le esposizioni più significative di quel periodo si annoverano quelle di Etienne Martin, Saura, Émile Gilioli, Apel.les Fenosa, Charles Lapicque, Roy Adzak, Pelayo, Goetz, Gérard Schneider. Negli anni Settanta e Ottanta è stato legato al Centro Culturale MJC Les Hauts de Belleville di Parigi, che divenne rapidamente un luogo rinomato per esposizioni, dibattiti e incontri. Le mostre da lui curate hanno circolato per tutta la Francia.
Xuriguera ha curato collezioni di libri d’arte, simposi di scultura, mostre personali e collettive di pittura in musei di molti paesi, tra cui Francia, Italia, Spagna, Portogallo, Grecia, Messico, Ecuador, Bangladesh, Taiwan, Giappone e Corea del Sud, ed è stato presidente di diverse biennali, tra cui la Biennale Internazionale del Cairo, la Biennale Arte di Dubai e la Biennale di Dakar. ll suo impegno per l’arte orientale  e dell’America Latina è memorabile, così come quello per la scultura monumentale. Dani Karavan ha descritto Xuriguera come un pioniere nell'organizzazione di mostre d'arte in paesi dove l'arte contemporanea è "totalmente ignorata, sconosciuta e dove non sarebbe mai arrivata senza il suo impegno"».
Come curatore di mostre ha collaborato con molti artisti contemporanei, tra cui Lee Ufan, Jacques Villeglé, Dennis Oppenheim, Wifredo Lam, Miguel Navarro, Mimmo Rotella, Rino Valido, Jesús-Rafael Soto, Carlos Cruz Diez, Julio Le Parc, Mauro Staccioli, Erró, Bernard Rancillac, Etienne Martin, Georges Mathieu, Bengt Lindstrom, Peter Klasene, Dani Karavan, Guy de Rougemont, Pierre Soulages, Satoru Satō, e molti altri. In particolare, Xuriguera ha dedicato molto interesse all'espressionismo e alla cosiddetta "arte costruita":
Come scrittore, ha collaborato e fondato riviste d’arte, pubblicato monografie e scritto molti articoli e prefazioni. Molto legato a Pierre Restany, ha firmato con lui numerosi libri e prefazioni. Ha collaborato anche con scrittori e poeti come Louis Aragon, Eugène Guillevic, Dino Carlesi e Eugene Ionesco. Come ricorda Georges Mathieu:
Tra le sue opere si ricordano le monografie sull’arte contemporanea spagnola, di cui è considerato un esperto, tra cui "I pittori spagnoli della scuola di Parigi nel ventesimo secolo" (1974) e un'opera di riferimento sul surrealista Óscar Domínguez. Nel 1972 dedica il suo primo libro agli artisti spagnoli rifugiatisi a Parigi.
Nel 1999, la Francia gli ha dedicato una mostra Gérard Xuriguera, écrivain et critique d'art et ses amis écrivains, peintres et sculpteurs a Châtenay-Malabry, riunendo opere di Cruz-Diez, Mathieu, Soto, Le Parc, Lindström e altri importanti artisti.
Nel 2001, Xuriguera ha trasferito gli archivi di suo padre Ramon all'Arxiu Nacional de Catalunya (Archivio Nazionale della Catalogna).

## Pubblicazioni
Una selezione delle pubblicazioni di Gérard Xuriguera comprende:
- Con Ionel Jianou et Aube Lardera: La sculpture moderne en France depuis 1950, Arted Editions d'Art, Paris, 1966. Ripubblicato nel 1982.
- Dix Peintres Espagnols de Paris, ARTED, Paris, 1972.
- Óscar Domínguez, éditions Filipacchi, 1973.
- Wifredo Lam, Filipacchi, Paris, 1974.
- Di Martino, éditions Pierre Belfond, coll. «Sculpteurs du», Paris, 1976.
- Guansé, Le Musée de poche, Paris, 1978.
- Con Bernard Dorival, Jean Guichard-Meili, Guy Sautter, Gérard Gassiot-Talabot: Henri Goetz. Peinture, pastel, dessin, gravure. 1930-1980, La Nuova Foglio, Roma, 1981.
- Regard sur la peinture contemporaine, la création picturale de 1954 à 1983, Arted, 1983.
- Lindstrom: la fièvre et le feu, Monographies Cimal, Valencia, 1983.
- Les Années 50: peintures, sculptures, témoignages, Arted, 1984. ISBN 2850670669.
- Les figurations de 1960 à nos jours, Editions Mayer, Paris, 1985.
- Con Michel Ragon e Eugène Ionesco: Hommage a Gérard Schneider, Lorenzelli Arte, Milano, 1986.
- Maurice Rocher, Editions Mayer, Paris, 1987.
- Le dessin, l’aquarelle, le pastel d’aujourd’hui, Editions Mayer, 1988.
- Jean Arcelin, Bâle, Hardhof. Espace Art et Culture Ebel, 1990, Editions Glasnost, Grandson, 1990. ISBN 2883720002.
- Con Louis Aragon, Pierre Restany, Alain Kleinmann: L'entrée des artistes, Barbizon, 1992.
- Con Patrick Grainville: Georges Mathieu,  Nouvelles Editions Françaises, 1993. ISBN 2707900338.
- Christoforou, Editions La Différence, 1993.
- Franck Duminil, Garnier Nocera Edition, 1994.
- Guy Ferrer, Garnier Nocera Edition, 1995.
- Henryk Bukowski, Editions du Musée d'histoire de la ville de Lodz, 1996.
- Michel Rovelas, Editions Garnier Nocera, 1996. OCLC 38250092.
- Blaise Patrix, in Demeures et châteaux, aprile.
- Benedito, Editions Garnier Nocera, ottobre 1997. ISBN 290977922X.
- Jean Campa, Fvw Editions, 2003.
- Con Pascal Bonafoux e Gérard Denizeau: A-Sun Wu, Acatos, 2003. ISBN 2940332002.
- Magni, Peintures, Sculptures & Humanobiles, Somogy Editions D'Art, 2005. ISBN 9782850563409.
- Regard sur la sculpture contemporaine, Fvw Editions, 2008.
- Con Luciano Caprile e Dino Carlesi: Rino Valido, Pittura come colore, Edizioni Le Mani, 2009, ISBN 9788880125204
- Simona Ertan, Editions ICI Beaupréau, 2011 (testo del 1981).
- François Vigorie, Passeur de Lumière, Editions Le Livre d'Art, 2015, ISBN 9782355322273.